# Francis Aldborough Prittie
Francis Aldborough Prittie (4 juin 1779 - 8 mars 1853) est un député irlandais au Parlement du Royaume-Uni.

## Biographie
Il est le deuxième fils de Henry Prittie (1er baron Dunalley), un pair irlandais et député au Parlement d'Irlande. Son frère aîné est Henry Prittie (2e baron Dunalley). Francis entre au Trinity College de Dublin en 1795.
Après avoir servi pour Doneraile au Parlement d'Irlande en 1800, il est élu député au Parlement du Royaume-Uni pour Carlow Borough peu de temps après l'Acte d'Union, mais démissionne après trois mois pour prendre l'escheator de Munster. Il est ensuite élu pour Tipperary, siégeant de 1806 à 1818 et de 1819 à 1831. Il est nommé Custos Rotulorum de Tipperary en 1807, une sinécure normalement à vie.
Il est nommé haut shérif de Tipperary pour 1838–1839.
Il meurt en 1853 à l'âge de 73 ans. Il se marie deux fois; avec Martha la fille de Cooke Otway de Castle Otway, Tipperary et la veuve de George Hartpole de Shrule Castle, comté de Queen's, avec qui il a une fille et se remarie à Elizabeth, la fille de George Ponsonby de Corville, Tipperary, avec qui il a 3 fils et 3 autres filles. Son fils aîné, Henry, hérite de la baronnie familiale pour devenir le 3e baron Dunalley.